# Georgi Losanow

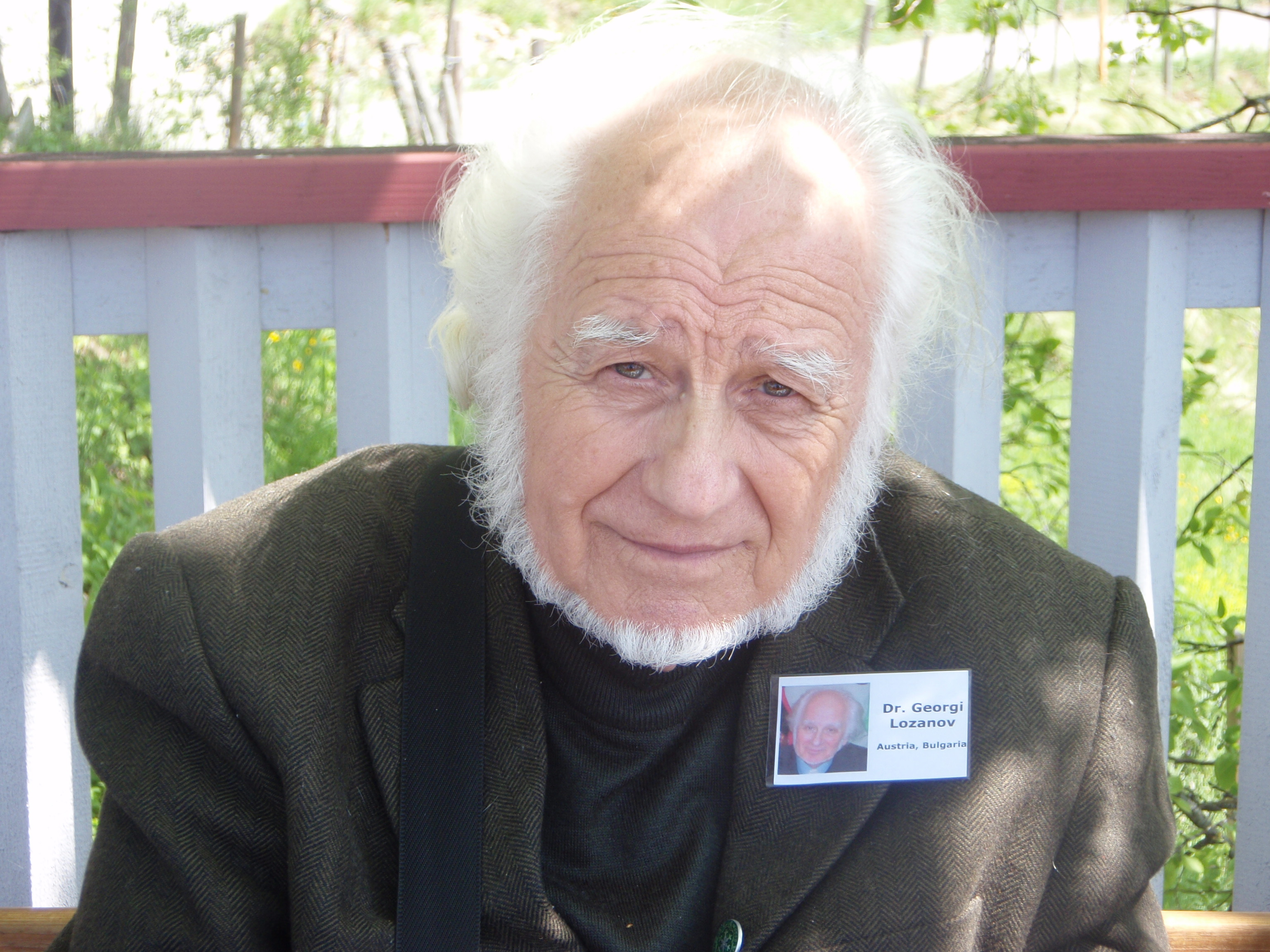
Georgi Losanow (2008)

Georgi Kirilow Losanow (bulgarisch Георги Кирилов Лозанов, wiss. Transliteration Georgi Kirilov Lozanov; * 22. Juli 1926 in Sofia; † 6. Mai 2012 in Sliwen) war ein bulgarischer Pädagoge und Psychologe, der in den 1960er-Jahren die Theorie der Suggestopädie begründete. Losanow ging später ins Exil nach Österreich.

## Schriften (Auswahl)
- Sugestologija. Nauka i Iskustwo, Sofia 1971 (bulgarisch).
- Suggestology and Outlines of Suggestopedy. Gordon & Breach, London 1978, ISBN 0-677-30940-6.
- mit Evalina Gateva: The Foreign Language Teacher’s Suggestopedic Manual. Gordon & Breach, New York 1988, ISBN 0-677-21660-2.

## Belege
1. ↑  Почина бащата на сугестология Георги Лозанов, bulgarisch, abgerufen am 12. Mai 2012
2. ↑   Die Entwicklung der Suggestopädie (Memento vom 29. April 2012 im Internet Archive), abgerufen am 22. Mai 2012

| Personendaten    | Personendaten |
| ---------------- | --- |
| NAME             | Losanow, Georgi |
| ALTERNATIVNAMEN  | Losanow, Georgi Kirilow (vollständiger Name); Лозанов, Георги Кирилов (bulgarisch); Lozanov, Georgi Kirilov (wissenschaftliche Transliteration) |
| KURZBESCHREIBUNG | bulgarischer Pädagoge und Psychologe |
| GEBURTSDATUM     | 22. Juli 1926 |
| GEBURTSORT       | Sofia |
| STERBEDATUM      | 6. Mai 2012 |
| STERBEORT        | Sliwen, Bulgarien |